# Eragrostis kuschelii
Eragrostis kuschelii là một loài thực vật có hoa trong họ Hòa thảo. Loài này được Skottsb. mô tả khoa học đầu tiên năm 1963.